# IIHF Continental Cup
De IIHF Continental Cup was een door de Internationale IJshockeyfederatie (IIHF) georganiseerde Europese ijshockeycompetitie voor de winnaars van de nationale kampioenschappen. 

## Historiek
De eerste editie vond plaats in het seizoen 1997-98 en werd gewonnen door het Slowaakse TJ VSŽ Košice. De huidige winnaar is het Kazachse Nomad Astana dat de editie van 2023-24 won. De voorlopers van deze competitie waren de IIHF Europa Cup en de European Hockey League.

## Winnaars

### Groepswedstrijden
| Jaar    | Plaats                                                                      | Goud                                                                        | Zilver                                                                      | Brons                                                                       |
| ------- | --------------------------------------------------------------------------- | --------------------------------------------------------------------------- | --------------------------------------------------------------------------- | --------------------------------------------------------------------------- |
| 1997-98 | Tampere                                                                     | TJ VSŽ Košice                                                               | Eisbären Berlin                                                             | Ilves                                                                       |
| 1998-99 | Košice                                                                      | HC Ambrì-Piotta                                                             | HC Košice                                                                   | Avangard Omsk                                                               |
| 1999-00 | Berlijn                                                                     | HC Ambrì-Piotta                                                             | Eisbären Berlin                                                             | Ak Bars Kazan                                                               |
| 2000-01 | Zürich                                                                      | ZSC Lions                                                                   | London Knights                                                              | Slovan Bratislava                                                           |
| 2001-02 | Zürich                                                                      | ZSC Lions                                                                   | Milano Vipers                                                               | HKM Zvolen                                                                  |
| 2002-03 | Lugano Milaan                                                               | Jokerit                                                                     | Lokomotiv Jaroslavl                                                         | HC Lugano                                                                   |
| 2003-04 | Homel                                                                       | Slovan Bratislava                                                           | HC Homel                                                                    | HC Lugano                                                                   |
| 2004-05 | Székesfehérvár                                                              | HKM Zvolen                                                                  | Dinamo Moskou                                                               | Alba Volán Székesfehérvár                                                   |
| 2005-06 | Székesfehérvár                                                              | Lada Toljatti                                                               | Riga 2000                                                                   | ZSC Lions                                                                   |
| 2006-07 | Székesfehérvár                                                              | Joenost Minsk                                                               | Avangard Omsk                                                               | Ilves                                                                       |
| 2007-08 | Riga                                                                        | Ak Bars Kazan                                                               | Riga 2000                                                                   | Kazzinc-Torpedo                                                             |
| 2008-09 | Rouen                                                                       | MHK Martin                                                                  | Dragons de Rouen                                                            | HC Bolzano                                                                  |
| 2009-10 | Grenoble                                                                    | Red Bull Salzburg                                                           | Joenost Minsk                                                               | Sheffield Steelers                                                          |
| 2010-11 | Minsk                                                                       | Joenost Minsk                                                               | Red Bull Salzburg                                                           | SønderjyskE Ishockey                                                        |
| 2011-12 | Rouen                                                                       | Dragons de Rouen                                                            | Joenost Minsk                                                               | Donbass Donetsk                                                             |
| 2012-13 | Donetsk                                                                     | Donbass Donetsk                                                             | Metalloerg Zjlobin                                                          | Dragons de Rouen                                                            |
| 2013-14 | Rouen                                                                       | Stavanger Oilers                                                            | Donbass Donetsk                                                             | HC Asiago                                                                   |
| 2014-15 | Bremerhaven                                                                 | Neman Grodno                                                                | Fischtown Pinguins                                                          | Ducs d'Angers                                                               |
| 2015-16 | Rouen                                                                       | Dragons de Rouen                                                            | Herning Blue Fox                                                            | GKS Tychy                                                                   |
| 2016-17 | Ritten                                                                      | Nottingham Panthers                                                         | Beibarys Atıraw                                                             | Odense Bulldogs                                                             |
| 2017-18 | Minsk                                                                       | Joenost Minsk                                                               | Nomad Astana                                                                | Sheffield Steelers                                                          |
| 2018-19 | Belfast                                                                     | Arlan Kökşetaw                                                              | Belfast Giants                                                              | GKS Katowice                                                                |
| 2019-20 | Vojens                                                                      | SønderjyskE Ishockey                                                        | Nottingham Panthers                                                         | Neman Grodno                                                                |
| 2020-21 | competitie gestaakt en later definitief beëindigd vanwege de Coronapandemie | competitie gestaakt en later definitief beëindigd vanwege de Coronapandemie | competitie gestaakt en later definitief beëindigd vanwege de Coronapandemie | competitie gestaakt en later definitief beëindigd vanwege de Coronapandemie |
| 2021-22 | Aalborg                                                                     | KS Cracovia                                                                 | Saryarka Karaganda                                                          | Aalborg Pirates                                                             |
| 2022-23 | Angers                                                                      | HK Nitra                                                                    | Ducs d'Angers                                                               | Cardiff Devils                                                              |
| 2023-24 | Cardiff                                                                     | Nomad Astana                                                                | Herning Blue Fox                                                            | Cardiff Devils                                                              |